# ミント・コンディション
ミント・コンディション(Mint Condition)はアメリカセントポール (ミネソタ州)出身のR&Bバンドである。
1980年代中期、セントポール (ミネソタ州)にあるCentral High Schoolにて結成され、オリジナルメンバーはStokley Williams(リードボーカル、ドラムス、パーカッション)、Homer O'Dell (ギター)、Larry Waddell (キーボード、ピアノ)、ロジャー・トラウトマン(Roger Troutman)の息子である Roger Lynch、そしてRay ColemanとKenny Youngだった。Lynch、ColemanそしてYoungは全てグループを去ったが、学友であったKeri Lewis (キーボード、シンセサイザー)や Jeffrey Allen (サックスフォン、キーボード)そしてシカゴ出身であるRicky Kinchen(バスギター)に置き換えられた。このWilliams、O'Dell、Waddell、Allen、Lewis、そしてKinchenのラインナップはこのバンドの初期メンバーである。同時に、このラインナップは、Lewisがトニー・ブラクストン(Toni Braxton)との結婚、そして彼女やほかのアーティストへのプロデュースのためにグループを去った以外は、変化がなかった。グループは多様な音楽スタイル(伝統的なジャズスタイルから主流のR&Bやロック基調音楽、そしてファンクグルーブやラテン音楽やジャマイカ基調リズムに至る、様々な音楽を演奏できた)、そしてまた魅惑的なライブパフォーマンスで知られていた。さらにバンドはR&Bバラードの傑作の数々でも知られており、多くは1990年代の作品である。彼らの最大の有名曲は "Breakin' My Heart (Pretty Brown Eyes)"(1991)そして"What Kind of Man Would I Be" (1996)である。

## 歴史

### 初期
音楽プロデューサーであるジャム&ルイス(Jam & Lewis)が1989年、ミネアポリス中心街の First Avenueと呼ばれるクラブにおける彼らのパフォーマンスを視聴したことで、発掘及びPerspective Recordsの契約にサインし、デビュー・アルバムはMeant To Be Mint (1991リリース)と名付けられた。バンドの音楽性の多様さにも関わらず、彼らはダンスカット曲である"Are You Free"でニュー・ジャック・スウィングリスナーズを引き寄せようとしたが、失敗に終わった(R&Bチャートの55位に留まった)。しかしながら、"Breakin' My Heart (Pretty Brown Eyes)"というバラードはメジャーヒットを勝ち取り、彼らは喜んだ。その曲は34週に渡りチャートに居座り、R&Bトップ5ヒット(3位)、そしてポップチャートのトップ10ヒット(6位)を打ちたて、RIAAによりゴールドディスク認定を受けた。3枚目のシングル "Forever In Your Eyes"はまたもトップ10R&Bヒット(7位)を打ち立てた。2年後にはセカンドアルバム、From The Mint Factory(1993)がリリースされた。その後もシングル"U Send Me Swingin'"がビルボードホットR&B/ヒップホップソングスチャートの2位を記録し、1994年春の4週にかけてチャートに残った。同曲はリズミックトップ40チャートにおいてもスマッシュヒットし14位まで駆け上がった。バンドの次の2枚のシングル"Someone to Love"と"So Fine"はいずれもビルボードホットR&B/ヒップホップソングスチャートのトップ30(それぞれ28位、29位)を記録した。

### 1996–2000
1996年9月、バンドはDefinition of a Bandをリリース。このアルバムはR&Bトップ15を記録した。このアルバムから男女間の誠実性を歌ったファーストシングル"What Kind Of Man Would I Be?"が産まれ、ビルボードR&Bスマッシュヒットになった(R&B2位、ポップス17位)。同シングルは数週間にわたってビルボードR&Bチャートの2位まで登り、12月のゴールドディスクとしてRIAAから認定を受けた。"What Kind Of Man Would I Be?"はビルボードR&Bチャートへ41週に渡って掲載されるほどポピュラーなものとなった。 "You Don't Have to Hurt No More"は同アルバムからのセカンドシングルだが、これもまたトップ10R&Bヒットになった(R&B10位、ポップス32位)。この二枚のシングルの成功、そしてこのアルバムへの好印象なレビューによって、Definition of a Bandもまたゴールド認定を受けることとなった。 2年後、グレイテスト・ヒッツコンピレーションアルバムであるThe Collection: 1991-1998が発行された。 1999年、Perspective Records/A&Mが撤退してからは、グループはElektra Recordsと契約し、彼らにとって4枚目のフルアルバムであるLife's Aquariumをリリース、これもまたトップ10に踊りでた(R&B7位)。メインシングルである"If You Love Me"はR&Bトップ5位を叩き出し、31週にわたってR&Bチャートに掲載された。セカンドシングル　"Is This Pain Our Pleasure"は、R&Bエアプレイチャートでは34位まで行ったが、R&Bチャートでは42位が限界だった。

### 2000年代:Livin' The Luxury BrownとE-Life
6年間の休息を経て、かつてのメンバーでありキーボーディストでもあったKeri Lewisが、妻のトニー・ブラクストンといった他アーティストへのプロデュースのためグループを去り、グループは5人組となって再出発した。2005年、彼らの独立レーベルである Caged Bird RecordsからLivin' The Luxury Brownをリリースした。このアルバムはインディペンデントアルバム・チャートに置いて1位を記録した。またワシントンDCにある9:30クラブでのパフォーマンスを収録したLive From The 9:30 Clubが2006年にリリースされた。
2008年にはニューアルバムE-Lifeをリリースし、ビルボードR&Bアルバム・チャートの8位に踊り出た。その後2枚のシングル"Baby Boy, Baby Girl" と "Nothing Left To Say."をリリースした。セカンドシングルである"Nothing Left To Say"はバンドにとってほぼ10年ぶりのトップ30R&Bシングルヒットになり(27位)、ビルボードアーバンアダルト・コンテンポラリートップ5位のヒットにもなった(最高3位)。

### 2010から現在:7..., プリンスとのツアー, テレビ出演
2010年12月、ミント・コンディションはポップレジェンドPrince(プリンス)、そしてR&BやジャズミュージシャンのアンサンブルキャストとともにプリンスのWelcome 2 Americaツアーに参加した。グループの20周年を迎えるにあたって、ミント・コンディションはニューアルバム7...のリリースとともに祝宴した。2011年4月5日にリリースされたが、Shanachie Recordsは"Caught My Eye"やKelly Priceとのコラボレーションである"Not My Daddy"を含む多方面の仕事によっていくつかのヒットを生み出した。“7...”というアルバム名は彼らのキャリアの中で7枚目のスタジオ・アルバムであることを示している。
2月には、ミント・コンディションはTV Oneにおける番組Way Black Whenにおいてのハウスバンドとして出演した。同番組は70年台から90年台にかけての偉大なアフリカン・アメリカン・ミュージシャンを称える番組である。2012年の12月の終わりにかけて、ミント・コンディションはthe Soul Music Hall of Fameに殿堂入りした。
グループは2012年9月にMusic At The Speed Of Lifeというニューアルバムをリリースした。彼らは2013年シーズンのTV Oneにおける番組"Unsung"において再びフィーチャーされた。

## ディスコグラフィ
スタジオ・アルバム
- Meant to Be Mint (1991)
- From the Mint Factory (1993)
- Definition of a Band (1996)
- Life's Aquarium (1999)
- Livin' the Luxury Brown (2005)
- E-Life (2008)
- 7... (2011)
- Music At the Speed of Life (2012)

## 賞とノミネーション

### ソウル・トレイン・ミュージック・アワード
- ノミネート: デュオ/グループ部門ベストR&B/ソウルアルバムLivin' the Luxury Brown (2005)
- ノミネート:デュオ/グループ部門ベストR&B/ソウルアルバムDefinition of a Band (1997)
- ノミネート: デュオ/グループ部門ベストR&B/ソウルアルバムWhat Kind Of Man Would I Be (1997)

### ソウルトラックス読者チョイス賞
- ウィナー:アルバム・オブ・ザ・イヤー - e-Life* (2008)
- ウィナー: デュオ/グループ・オブ・イヤー - Mint Condition* (2008)
- ウィナー: Duo or Group of the Year- Mint Condition* (2011)

### ソウル・ミュージック殿堂アットSoulMusic.com
- 殿堂入り: コンテンポラリーソウル・ミュージックアーティスト/グループまたはデュオ* (12月 2012)